# Tijesto
Tijesto je masa zamiješana od tekućine (vode ili mlijeka) i brašna. Često se razlika između smjese i tijesta ne može odrediti pa se tijesta obično dijele po različitim obilježjima (svojstvu ili sredstvu za dizanje).

## Dizano tijesto
Dizana tijesta su ona koja sadrže kvasac, te se tijesto pod djelovanjem kvaščevih gljivica, koje u tekućini s eventualnim dodatkom šećera na odgovarajućoj temperaturi ispuštaju ugljični dioksid, uzlazi i postaje rupičasto.

## Lisnato tijesto
Lisnato tijesto je tijesto pripremljeno bez šećera, ima slojevitu strukturu i bogato je masnoćom. Sastoji se od brašna, masnoće, malo soli i vode.

## Vodeno tijesto
Od vodenog ili vučenog tijesta pripremaju se savijače, baklave, gibanice, gužvare, burek.

## Tekuće tijesto
Od tekućeg ili lijevanog tijesta pripremaju se palačinke, vafle, drobljenac, zlevanka.